# Schamschula Rezső
Vitéz simontornyai Schamschula Rezső (Nagyatád, 1858. november 17. – Budapest, 1931. április 20.), gyalogsági tábornok, a Lipót-rend lovagja, a Vaskorona rend lovagja, a veszprémi Vitézi Rend Szék kapitánya 1923. április 20. és 1926. december 28. között.

## Élete
Egy római katolikus polgári családban született. Apja Schamschula József, I. osztályú pénzügyőri biztos, a Koronás Arany Érdemkereszt tulajdonosa, anyja Adler Mária volt. A morvaországi Mähren tartományából származó Schamschula család az 1848-49-es szabadságharc után telepedett le Magyarországon, ahol Rezső apja császári szolgálatba állt.
A pápai református teológiai akadémiára járt. Alaptanulmányai befejezése után katonai pályára lépett. 1897 decemberében Schamschula Rezső százados után a kolozsvári 21 honvéd gyalog ezredhez osztották be. 1902 és 1910 között Zilah város őrnagy zászlóaljparancsnoka volt. A király 1910 novemberében kinevezte Schamschula Rezső debreceni 3. honvédgyalogezredbeli ezredest a szatmári 12. honvédgyalogezred parancsnokává.
1914 áprilisában I. Ferenc József magyar király az ellenséggel szemben tanúsított kitűnő szolgálata elismeréséül Schamschula Rezső vezérőrnagynak a Vaskorona rend 2. osztályát adományozta a hadiékitménnyel. 1914 májusában Schamschula Rezső ezredes vezérőrnaggyá léptették elő. 1914 novemberében az uralkodó Schamschula Rezső vezérőrnagynak a Lipót-rend hadidiszitményes lovagkeresztjét adományozta. 1915 decemberében a magyar király megengedte, hogy Schamschula Rezső vezérőrnagy, honvéd gyaloghadosztály parancsnoka a német császár által neki ajándékozott I. és II. osztályú vaskeresztet elfogadhassa és viselhesse.
1917 májusában a király Schamschula Rezső vezérőrnagyot, aki mint ezredes, hosszas időn át állomásozott Szatmáron, altábornaggyá nevezte ki. 1918. január 9.-én IV. Károly magyar király nemességet, a "simontornyai" nemesi előnevet adományozta Schamschula Rezsőnek. A háború után nyugállományba vonult. A veszprémi Vitézi Rend Szék kapitányaként tevékenykedett több évig.
1931. április 20.-án hunyt el Budapesten.

## Házasságai és gyermekei
1884. március 29.-én Miskolcon feleségül vette a református vallású nemesi származású csáthi Szabó Malvin Mária (Miskolc, 1866. július 16. – Miskolc, 1899. június 6.) kisasszonyt, akinek a szülei csáthi Szabó Miksa (1838–1871), okleveles mérnök, és Szép Mária asszony voltak. A menyasszony apai nagyszülei csáthi Szabó István és Csurgai zsuzsanna voltak. Schamschula Rezső és csáthi Szabó Malvin házasságából született egyetlenegy leány:
- Schamschula Malvin Izabella (Szolnok, 1885. január 21. – Budapest, 1926. július 14.).[20] Férje: sajó-kazai Volant András (Nagykálló. 1874. március 21. – Budapest, 1939. július 17.), ezredes, az Osztrák Császári Vaskorona-rend lovagja.[21][22]

Első neje korai halála után 1900-ban Krasznán feleségül vette a római katolikus Szilágy vármegyei nemesi származású erzsébetvárosi Lázár Ilona (Kraszna, 1883. január 17. – Budapest, 1960. február 2.) kisasszonyt, akinek a szülei erzsébetvárosi Lázár Géza (1842–1918), földbirtokos, okleveles gazdász, tartalékos honvédhuszár hadnagy, és Beteg Ida (1853–1913) voltak. A menyasszony anyai nagyszülei Beteg Márton (1824–1887), kereskedő, a krasznai római katolikus egyház főgondoka, törvényhatósági bizottsági tag és Roska Anna (1829–1889) voltak. Schamschula Rezső és Lázár Ilona frigyéből született:
- Schamschula Margit Mária Ella (Korondfürdő, 1901. július 29. – Caracas, Venezuela, 2004.) Első férje: Kovács Gyula (Kónyi, Tolna vármegye, 1896. június 9. – ?), ugodi gyógyszerész.[27][28] Második férje: dr. Ireghy Antal, táblai tanácselnök.
- vitéz Schamschula Artúr (Zilah, 1902. szeptember 22.– Budapest, 1981. január 20.), tüzér alezredes. Első neje: Nelky Zayda Paula Sarolta (Győr, 1911. augusztus 24.–).[29] Második felesége: Bathó Mária.[30]
- Schamschula György Gergely (Zilah, 1903. december 17. – Budapest, 1973. július 6.), mezőgazdasági mérnök, főmérnök.[31][32] Felesége: tótváradjai Kornis Lívia (Békéscsaba, 1914. szeptember 22. – Budapest, 1948. május 4.).[33] Gyermekük: Schamschula György országgyűlési képviselő, miniszter.
- Schamschula Ida (Zilah, 1905. szeptember 5. – ?). Férje: dr. Lengyel-Rheinfuss Viktor (1900. – Budapest, 1992. március 1.), a Magyar Nemzeti Bank főellenőre,.[34]
- Schamschula Helén Mária (Zilah, 1909. – Budapest, 1992. május 29.).[35] Férje: dr. nemes Deseő László (Sárospatak, 1893. június 26. – Krasznogorszk, 1948. június 25.), vezérőrnagy.
- Schamschula Rezső Gyula (Budapest, 1926. október 16. – Kallaroo, Ausztrália, 1999. június 28.), 5. újonckiképző huszárszázad szakaszparancsnoka, majd Ausztraliában fogorvos.[36]